# Slo open
Slo open je mednarodni floorball turnir, ki v Sloveniji poteka od leta 2004. Prva tri leta je turnir organiziral FBC Loka Spiders (danes FBK Insport Škofja Loka) in je potekal v dvorani Škofji Loki. Leta 2007 je organizacijo prevzel FBK Olimpija Ljubljana, tekmovanje pa preselil v Dvorano Franca Rozmana Staneta (danes Dvorana Edvarda Peperka). Na 9. turnirju, ki bo potekal od 24. do 26. avgusta 2012, bo tekmovanje prvič potekalo v Hali Tivoli.

## Lestvica vseh turnirjev

### Moški
| #   | Moške ekipe                                         | Prvo mesto     | Drugo mesto    | Tretje mesto         |
| --- | --------------------------------------------------- | -------------- | -------------- | -------------------- |
| 1.  | Kings Praha Češka                                   | 2 (2010, 2009) | 1 (2011)       | /                    |
| 2.  | Sparta Praha Češka                                  | 2 (2006, 2005) | /              | /                    |
| 2.  | Borovnica Slovenija                                 | 2 (2008, 2007) | /              | /                    |
| 2.  | Špindl Ubals Češka                                  | 2 (2011, 2012) | /              | /                    |
| 5.  | Kekava Latvija                                      | 1 (2004)       | /              | /                    |
| 6.  | Insport Škofja Loka (včasih Loka Spiders) Slovenija | /              | 2 (2004, 2012) | 3 (2011, 2006, 2005) |
| 7.  | SC Tourists Finska                                  | /              | 1 (2010)       | /                    |
| 7.  | Floorball Sense Češka                               | /              | 1 (2009)       | /                    |
| 7.  | Dynamo Austria Avstrija                             | /              | 1 (2008)       | /                    |
| 7.  | Ljubljana Slovenija                                 | /              | 1 (2007)       | /                    |
| 7.  | Bucefals Latvija                                    | /              | 1 (2006)       | /                    |
| 7.  | Talsi Latvija                                       | /              | 1 (2005)       | /                    |
| 13. | Canadien Team Slovenija                             | /              | /              | 1 (2007)             |
| 13. | Kubakken IBK Norveška                               | /              | /              | 1 (2010)             |
| 13. | Karu Vktp Finska                                    | /              | /              | 1 (2009)             |
| 13. | VSV Unihockey Avstrija                              | /              | /              | 1 (2008)             |
| 13. | Fireball Slovenija / Češka                          | /              | /              | 1 (2004)             |
| 13. | IBK Nimble old man Češka                            | /              | /              | 1 (2012)             |

## Pregled turnirja po letih

### 2012
Za podrobne podatke o tej temi glej Slo open 2012.
Na 9. Slo openu je sodelovalo 20 ekip (16 moških in 4 ženske) iz 7 držav. V moški konkurenci so naslov osvojili igralci kluba Špindl Ubals iz Češke, med ženskami pa so bile najboljše Slovenke iz ekipe ŠDMH Zverine.
| #  | Moške ekipe                   |
| -- | ----------------------------- |
| 1. | Špindl Ubals Češka            |
| 2. | Insport Škofja Loka Slovenija |
| 3. | IBK Nible old man Češka       |

| #  | Ženske ekipe              |
| -- | ------------------------- |
| 1. | ŠDMH Zverine Slovenija    |
| 2. | Elite Praha juniors Češka |
| 3. | Elite Praha Češka         |

### 2011
Na 8. Slo openu je sodelovalo 25 ekip (20 moških in 5 ženskih) iz 7 držav. V moški konkurenci so naslov osvojili igralci kluba Špindl Ubals iz Češke, med ženskami pa so bile najboljše Estonke iz ekipe Tamsalu Ebe.
| #  | Moške ekipe                   |
| -- | ----------------------------- |
| 1. | Špindl Ubals Češka            |
| 2. | Kings Praha Češka             |
| 3. | Insport Škofja Loka Slovenija |

| #  | Ženske ekipe           |
| -- | ---------------------- |
| 1. | Tamsalu Ebe Estonija   |
| 2. | ŠDMH Zverine Slovenija |
| 3. | SSK Future Elite Češka |

### 2010
Na 7. Slo openu je sodelovalo 18 ekip (16 moških in 2 ženski) iz 5 držav. V moški konkurenci so naslov osvojili igralci kluba Kings Praha iz Češke, med ženskami pa so bile najboljše Slovenke iz ekipe ŠDMH Zverine.
| #  | Moške ekipe           |
| -- | --------------------- |
| 1. | Kings Praha Češka     |
| 2. | S.C. Tourists Finska  |
| 3. | Kubakken IBK Norveška |

| #  | Ženske ekipe                    |
| -- | ------------------------------- |
| 1. | ŠDMH Zverine Slovenija          |
| 2. | Wiener Floorballverein Avstrija |